# Dagens helt (film fra 1917)
Dagens helt er en amerikansk stumfilm fra 1917 af E. Mason Hopper.

## Medvirkende
- Harold Lockwood som Donald Keith.
- Vera Sisson som Thora Erickson
- Herbert Standing som Quartus Hembly.
- Lester Cuneo som Bill Wheeler.
- Doc Crane som Daniel Kerston.